# Izalobara
Izalobara (gr.) – linia na mapie synoptycznej łącząca punkty o jednakowej zmianie ciśnienia atmosferycznego w czasie tendencji barycznej. Zwykle trwa przez trzy godziny.